# Acetyliertes Distärkephosphat
Acetyliertes Distärkephosphat ist ein Derivat der Stärke, das zu den Stärkeestern gehört. Diese modifizierte Stärke zählt zu den Lebensmittelzusatzstoffen und ist in der Europäischen Union als E 1414 zugelassen.

## Herstellung
Die Herstellung erfolgt mithilfe von acetylierter Stärke und Phosphoroxychlorid.

## Eigenschaften

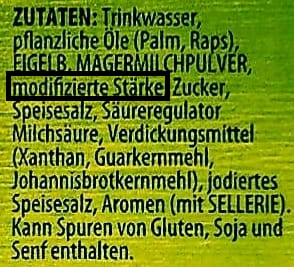
Zutatenliste eines Lebensmittels: Inhaltsstoffangabe von modifizierter Stärke ohne Angabe der E-Nummer

Im Gegensatz zur acetylierten Stärke hat das acetylierte Distärkephosphat einen Vorteil. Es bildet aufgrund der starken Verdickungswirkung  deutlich zähere Massen. Zudem ist es auch bei der Anwesenheit von Säuren, hohen Temperaturen und mechanischem Druck stabil. Ebenso stabil ist es beim Einfrieren und Auftauen.

## Verwendung
Das acetylierte Distärkephosphat dient als Verdickungsmittel, Stabilisator und als Trägerstoff für Aromen. Es wird bei der Produktion von Backwaren und deren Füllungen, Schmelzkäsezubereitungen, Süßwaren sowie Desserts und Tiefkühlprodukten verwendet.

## Rechtliche Situation
In der Europäischen Union sind die Lebensmittelzusatzstoffe gemäß des Anhangs II der Verordnung (EG) Nr. 1333/2008 (Stand August 2021) sowie in der Schweiz, gemäß der Zusatzstoffverordnung (ZuV) (Stand: Juli 2020) aufgelistet. Das acetylierte Distärkephosphat ist weiterhin zugelassen.

## Gesundheitliche Risiken
Da das acetylierte Distärkephosphat wie natürliche Stärke verdaut wird, gilt es als gesundheitlich unbedenklich. Es existiert keine Angabe für die erlaubte Tagesdosis. In Säuglingsnahrung und Kleinkindnahrung gibt es jedoch eine Höchstmengenbeschränkung von 50 Gramm Zusatzstoff pro Kilogramm Lebensmittel.